# Ayazpur, Raichur
Ayazpur là một làng thuộc tehsil Raichur, huyện Raichur, bang Karnataka, Ấn Độ.